# 브렌던 해밀
브렌던 마이클 해밀(영어: Brendan Michael Hamill, 1992년 11월 18일 ~ )은 오스트레일리아의 축구 선수로서, 포지션은 센터백 및 오른쪽 풀백이다. 현재 인도 슈퍼리그의 ATK 모훈 바간 FC 소속으로 활약하고 있다. K리그 성남 FC와 강원 FC에서도 활약한 적이 있으며, K리그 등록명은 하밀이었다.

## 축구인 경력

### 선수 경력
2009-10 시즌부터 오스트레일리아 스포츠 연구소 소속으로 A-리그 유소년 리그에서 활약하던 해밀은 잉글랜드 프리미어리그 팀들의 러브콜을 뿌리치고 자국 리그의 멜버른 하트에 입단하였다. 2010년 8월 5일 데뷔 경기를 치르며 팀 역사상 리그 경기에 출전한 최연소 선수가 되었다. 2011-12 시즌 19세의 어린 나이에 주전 수비수로 활약하였다.
2011년 FIFA U-20 월드컵에 오스트레일리아 대표팀으로 출전하였다.
2012년 7월 성남 FC로 이적하였다.
2013년 3월 강원 FC로 임대 이적하였다.